# Akira Suzuki
Pour les articles homonymes, voir Suzuki (homonymie).
Akira Suzuki (鈴木 章, Suzuki Akira), né le 12 septembre 1930 à Mukawa sur l'île d'Hokkaidō au Japon, est un chimiste japonais. Il est corécipiendaire du prix Nobel de chimie de 2010 avec Richard Heck et Ei-ichi Negishi.

## Biographie
Akira Suzuki fait ses études à l'Université d'Hokkaido où il travaille après sa thèse obtenue en 1959 comme assistant professeur. Il part aux États-Unis dans le laboratoire d'Herbert Charles Brown de 1963 à 1965 à l'Université Purdue. Il obtient un poste de professeur dans le département de chimie appliquée en 1973 dans son université d'origine qu'il garde jusqu'à sa retraite en 1994. Il a également enseigné à l'université d'Okayama (1994-1995) et l'université de Kurashiki (1995-2002).
Le 6 octobre 2010, il reçoit pour ses travaux sur les « réactions de couplage catalysées par le palladium en synthèse organique » le prix Nobel de chimie, avec Richard Heck et Ei-ichi Negishi », et appelle son pays « à développer particulièrement le secteur de la science ».
Pour célébrer l'Année internationale de la chimie (AIC 2011), Suzuki a été interviewé par le magazine Le Courrier de l'Unesco:

"Aujourd'hui, certaines personnes considèrent la chimie comme une industrie polluante, mais c'est une erreur ... Sans elle, la productivité baisserait et nous ne pourrions pas profiter de la vie que nous connaissons aujourd'hui.S'il y a la pollution, c'est parce que nous sommes De toute évidence, nous devons adapter les régimes de traitement et de gestion et travailler à la mise au point de substances chimiques et de procédés de fabrication respectueux de l'environnement."

## Apports scientifiques
Akira Suzuki est le découvreur en 1979 de la réaction de Suzuki qui décrit la réalisation d'une liaison covalente entre un acide boronique réagissant avec un dérivé halogéné, tel un brome ou un iode grâce à un catalyseur au palladium,.
Suzuki n'a pas obtenu de brevet sur la technologie de réaction de Suzuki parce qu'il pense que la recherche a été soutenue par des fonds gouvernementaux, donc la technologie de couplage est devenue répandue, et de nombreux produits utilisant cette technologie ont été mis en pratique. À ce jour[Quand ?], il existe plus de 6 000 articles et brevets liés à la réaction de Suzuki.

## Distinctions et récompenses
- 1986 : Prix de conférence Weissberger-Williams[7]
- 1987 : Prix de la Korean Chemical Society
- 1989 : Prix de la Société chimique du Japon
- 1995 : Bourse d'études DowElanco
- 2000 : Prix de la conférence H. C. Brown
- 2003 : Prix de l'Académie des sciences du Japon
- 2009 : Médaille d'or Paul Karrer
- 2009 : Membre spécial de la Royal Society of Chemistry (RSC)
- 2010 : Prix Nobel de chimie
- 2010 : Ordre de la Culture
- 2010 : Personne de mérite culturel
- 2011 : Membre de l'Académie japonaise des sciences
- 2012 : Bourses honoraires de RSC[8]
- 2016 : Professeur honoraire, l'université nationale Cheng Kung[9]

L'astéroïde (87312) Akirasuzuki est nommé en son honneur.